# 아사히촌 (이바라키현 쓰쿠바군)
아사히촌(旭村)은 이바라키현 쓰쿠바군에 일찍이 존재했던 촌이다. 현재의 쓰쿠바시에 해당한다.

## 역사
- 1889년 4월 1일 - 정촌제 시행으로 아사히촌이 성립하였다..
- 1955년 4월 1일 - 아래와 같이 개편되어 아사히촌은 폐지되었다.
  - 주요부가 오호정과 합병하여, 새로은 오호정이 성립하였다.
  - 잔여부가 가미고정과 합병해 도요사토정이 되었다.

## 참고문헌
- 角川日本地名大辞典 8 茨城県